# 花見 (福岡県)
花見（はなみ）は、福岡県福津市と古賀市にまたがる沿岸部の地域の総称。

## 地理
福津市の南西端と古賀市の北西端近くに位置し、福津市側では北は西福間・中央と、東は日蒔野・福間南と隣接し、古賀市側では東は千鳥と、南は天神と隣接する。また、西側は花見海岸となっているが、古賀市側の海岸部の住所は大字久保となっている。構成する町丁は以下の通りである。
福津市側
花見が丘（1～3丁目）〒811-3214
花見が浜（1～3丁目）〒811-3216
花見の里（1～3丁目）〒811-3215
古賀市側
花見東（1～7丁目）〒811-3112
花見南（1～3丁目）〒811-3111

## 施設
- 福津市立福間中学校
- 古賀市立花見小学校

## 交通

### 鉄道
- JR鹿児島本線千鳥駅

#### 廃止路線
- 西鉄宮地岳線花見駅

### バス
- 西鉄バス宗像

### 道路
- 国道495号
- 福岡県道35号筑紫野古賀線
- 福岡県道535号薦野福間線